# Claudia Pina
Pour les articles homonymes, voir Pina.
Claudia Pina Medina, née le 12 août 2001 à Montcada i Reixac, est une footballeuse internationale espagnole, qui joue au poste d'attaquante au FC Barcelone.
Elle s'illustre en devenant co-meilleure buteuse de coupe du monde des moins de 17 ans 2018, avec la Ghanéene Mukarama Abdulai.

## Biographie

### Carrière en club

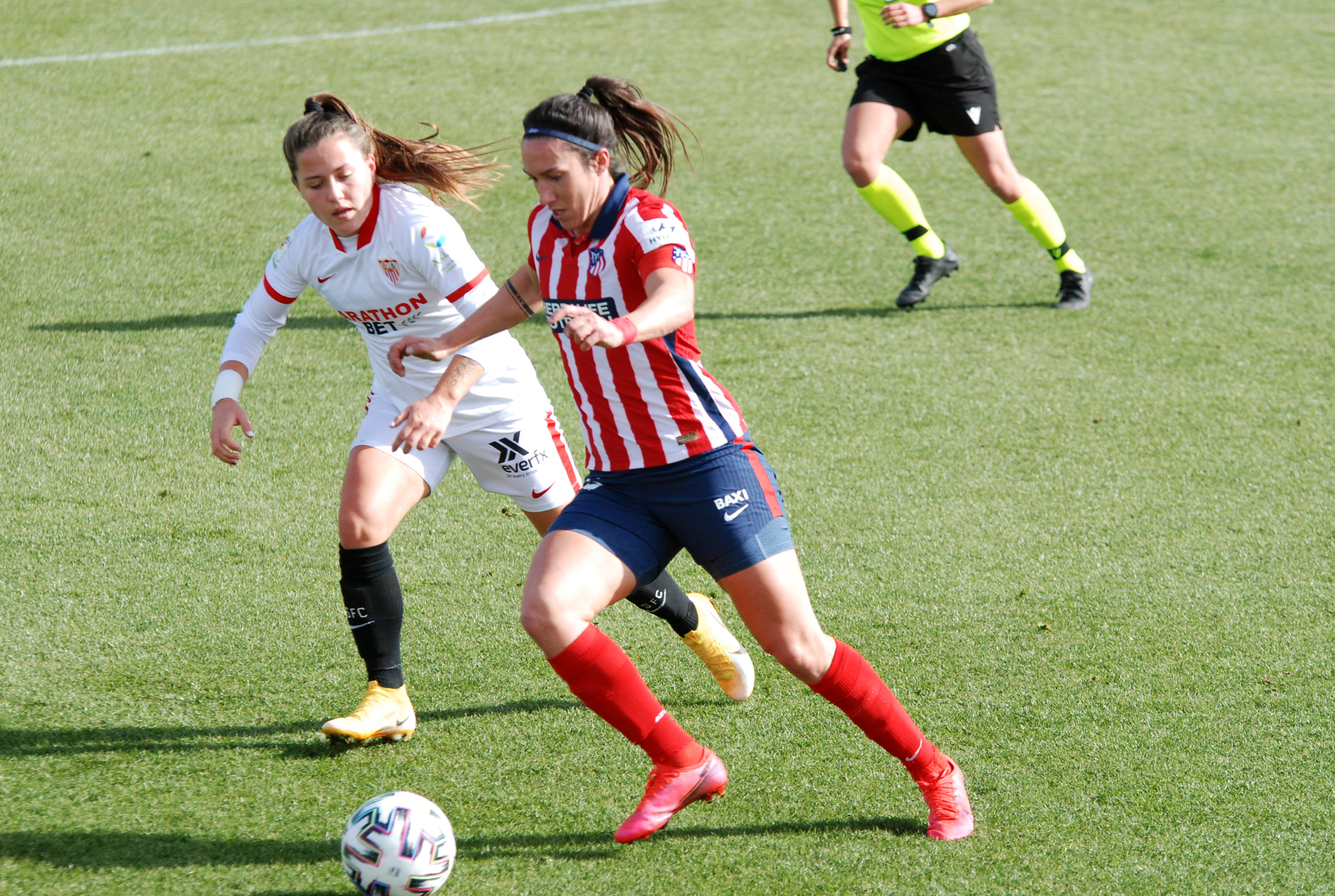
Pina (en blanc) lors de son prêt à Séville (2021)

Pina était une joueuse de Futsal à Montcada avant d'être repérée par des scouts de l'Espanyol en 2011 et ainsi de rejoindre leur équipe de jeunes,. En 2013, elle quitte l'Espanyol pour l'équipe infantil-alevín du FC Barcelone, et dans sa deuxième saison, elle aide l'équipe à gagner le championnat de la ligue des jeunes en marquant 100 buts (sur les 279 de l'équipe) en 20 matchs. Après avoir fait ses preuves en tant que joueuse techniquement douée et buteuse naturelle, elle a rapidement progressé dans les rangs de l'équipe de jeunes. Un but particulier qu'elle marque après avoir dribblé au milieu de quatre joueuses lors du derby contre l'Espanyol en janvier 2017 a fait le tour d'Internet,.
Pina fait sa première apparition officielle pour l'équipe première en janvier 2018. Ainsi, n'ayant que 16 ans et 5 mois et 2 jours à l'époque, elle est alors la plus jeune joueuse à avoir jamais joué pour une équipe senior du Barça lors d'un match officiel. Ce record est battu par Vicky Lopez, âgée de 16 ans, un mois et 19 jours, le 17 septembre 2022. Pina marque 5 buts en 23 matchs disputés de 2018 à 2020.
À l'été 2020, Pina est prêtée à Séville pour une saison, aux côtés de sa coéquipière barcelonaise Carla Armengol. Elle marque 10 buts en 34 apparitions lors de la saison 2020-2021, puis revient dans l'équipe catalane l'année suivante.
En février 2023, Pina prolonge son contrat avec le club jusqu'en juin 2026.

### Carrière internationale
Claudia Pina inscrit 35 buts dans la catégorie des moins de 17 ans.
Elle débute la Coupe du monde des moins de 17 ans 2018 en marquant le deuxième but face à la Corée du Sud (4-0). Pour le troisième match de la phase de poule, Pina inscrit un but face au Canada (5-0). En quart de finale, Pina inscrit un but, mais l'adversaire, la Corée du Nord, égalise peu après. L'Espagne passe en demi-finale après une séance de tirs au but. Claudia Pina ouvre la marque aidant son équipe à passer en finale en battant sur le score de 2 à 0 les Néo-Zélandaises. En finale, Pina marque deux buts face au Mexique, et se voit sacrée championne du monde. Elle est nommée meilleure joueuse de la compétition et deuxième meilleure buteuse ex æquo avec Mukarama Abdulai.
À la fin de 2017, son nom est annoncé comme la meilleure buteuse en équipe nationale par l'UEFA parmi les joueurs féminins et masculins, avec 16 buts marqués au cours de l'année.
En 2021, elle fait ses débuts avec l'équipe senior dans un match amical contre le Danemark.
En Septembre 2022, Claudia Pina et 14 autres joueuses de l'équipe nationale féminine espagnole envoient un mail de démission à la Fédération royale espagnole de football à cause des conditions de travail au sein de l'équipe qui affectent leur état mental et leur santé, déclarant ne revenir que si les conditions sont améliorées. En Juin 2023, à moins de deux mois de la coupe du monde féminine de football 2023, aux côtés de Mapi leon et Patri Guijarro entre autres, elle refuse de se rendre disponible à la sélection comme l'ont fait les 12 autres joueuses qui se disaient prêtes à rejoindre de nouveau l'équipe si elles étaient appelées.

## Statistiques
| Saison                | Club                  | Championnat           | Championnat | Championnat | Coupe(s) nationale(s) | Coupe(s) nationale(s) | Supercoupe | Supercoupe | Compétition(s) continentale(s) | Compétition(s) continentale(s) | Compétition(s) continentale(s) | Total | Total |
| Saison                | Club                  | Division              | M           | B           | M                     | B                     | M          | B          | Comp                           | M                              | B                              | M     | B     |
| --------------------- | --------------------- | --------------------- | ----------- | ----------- | --------------------- | --------------------- | ---------- | ---------- | ------------------------------ | ------------------------------ | ------------------------------ | ----- | ----- |
| 2017-2018             | FC Barcelone          | D1                    | 1           | 0           | --                    | --                    | --         | --         | ---                            | ---                            | ---                            | 1     | 0     |
| 2018-2019             | FC Barcelone          | D1                    | 10          | 2           | 1                     | 0                     | --         | --         | WCL                            | 1                              | 0                              | 12    | 2     |
| 2019-2020             | FC Barcelone          | D1                    | 4           | 0           | 1                     | 0                     | 0          | 0          | WCL                            | 1                              | 0                              | 6     | 0     |
| Sous-total            | Sous-total            | Sous-total            | 15          | 2           | 2                     | 0                     | 0          | 0          | -                              | 2                              | 0                              | 19    | 2     |
| 2020-2021             | FC Séville            | D1                    | 34          | 9           | 1                     | 1                     | 0          | 0          | ---                            | ---                            | ---                            | 35    | 10    |
| Sous-total            | Sous-total            | Sous-total            | 34          | 9           | 1                     | 1                     | 0          | 0          | -                              | -                              | -                              | 35    | 10    |
| 2021-2022             | FC Barcelone          | D1                    | 24          | 14          | 4                     | 2                     | 1          | 0          | WCL                            | 8                              | 2                              | 37    | 18    |
| 2022-2023             | FC Barcelone          | D1                    | 22          | 10          | 0                     | 0                     | 2          | 1          | WCL                            | 9                              | 3                              | 33    | 14    |
| 2023-2024             | FC Barcelone          | D1                    | 16          | 6           | 1                     | 1                     | 2          | 0          | WCL                            | 6                              | 1                              | 26    | 5     |
| Sous-total            | Sous-total            | Sous-total            | 62          | 30          | 6                     | 3                     | 5          | 1          | -                              | 23                             | 6                              | 96    | 40    |
| Total sur la carrière | Total sur la carrière | Total sur la carrière | 111         | 41          | 9                     | 4                     | 5          | 1          | -                              | 25                             | 6                              | 150   | 52    |

## Palmarès

### En équipe nationale
- Vainqueur de la Coupe du monde des moins de 17 ans en 2018 avec l'équipe d'Espagne de football des moins de 17 ans
- Troisième de la Coupe du monde des moins de 17 ans en 2016 avec l'équipe d'Espagne de football des moins de 17 ans
- Finaliste du championnat d'Europe des moins de 17 ans en 2017 avec l'équipe d'Espagne de football des moins de 17 ans

### En club
- Championne d'Espagne de D2 en 2017 (Groupe III) avec le FC Barcelone B
- Championne d'Espagne : 2020, 2022, 2023, 2024, 2025
- Vainqueur de la Coupe d'Espagne féminine de football : 2020, 2022, 2024
- Vainqueur de la Super coupe d'Espagne féminine de football : 2020, 2022, 2023, 2024, 2025
- Finaliste de la Ligue des champions féminine de l'UEFA : 2019, 2022, 2025
- Vainqueur de la Ligue des champions féminine de l'UEFA : 2023,  2024